# Winnertzia globifera
Winnertzia globifera är en tvåvingeart som beskrevs av Boris Mamaev 1963. I den svenska databasen Dyntaxa används istället namnet Lobowinnertzia globifera. Enligt Catalogue of Life ingår Winnertzia globifera i släktet Winnertzia och familjen gallmyggor, men enligt Dyntaxa är tillhörigheten istället släktet Lobowinnertzia och familjen gallmyggor. Arten är reproducerande i Sverige. Inga underarter finns listade i Catalogue of Life.